# Alcântara (Lisboa)
Alcântara é uma freguesia portuguesa do município de Lisboa, pertencente à Zona Ocidental da capital, com 5,07 km² de área e 13 850 habitantes (censo de 2021). A sua densidade populacional é 2 731,8 hab./km².
O seu nome deriva do árabe al-qantara, que significa "ponte". Assim se chamava a ponte que atravessava a ribeira nessa área, que acabou por se chamar ribeira de Alcântara.

## Demografia
Nota: No censo de 1864 figura como Alcântara (extra-muros) no concelho de Belém e Alcântara (intra-muros) no concelho de Lisboa. Os seus limites actuais foram fixados pela Lei n.º 56/2012, de 8 de novembro.
A população registada nos censos foi:
| Ano  | 0–14 Anos | 15–24 Anos | 25–64 Anos | > 65 Anos |
| 2001 | 1291      | 1661       | 7303       | 4188      |
| 2011 | 1630      | 1134       | 7179       | 4000      |
| 2021 | 1774      | 1235       | 7500       | 3341      |

## História
Desde cedo, que no território que hoje forma a freguesia de Alcântara apareceram indícios de ocupação humana. Alguns utensílios de pedra lascada foram encontrados nas margens da ribeira de Alcântara que datam dos tempos do Paleolítico. Também foram achados sinais dos períodos do Neolítico e do Calcolítico na zona do Alvito e da Tapada da Ajuda. Por volta do ano de 1300 a.C. instalou-se em Alcântara um povoado da Idade do Bronze constituído principalmente por agricultores e pastores, cuja economia se baseava na produção de cereais e gado bovino.
Aquando da ocupação romana, o local foi baptizado de Horta Navia segundo uma divindade indígena romanizada — Nabia. Desse tempo chegam aos dias de hoje um túmulo, na Tapada da Ajuda, e também uma ponte sobre a ribeira de Alcântara, que mais tarde, com a ocupação Muçulmana, veio dar o nome à terra e à ribeira. 

### Época Medieval
Após a Reconquista de Lisboa, no ano de 1147, as terras de Alcântara ficaram integradas nos Reguengos de Ribamar que se estendiam desde a ribeira de Alcântara à ribeira da Laje, em Oeiras. A partir do século XIII o reguengo dividiu-se em dois, tendo a parte entre a ribeira de Algés e a ribeira da Laje adquirido o nome de Reguengo de Algés. As terras que constituem actualmente Alcântara, nesses tempos, eram atribuídas como recompensa, pelos reis a nobres ou então a ordens religiosas ou militares.
Alcântara presenciou muitos confrontos bélicos entre portugueses e castelhanos, dos quais se destacam uma cilada orquestrada por D. Fernando e também o cerco de Lisboa em 1384.
No século XV as pedreiras em Alcântara, onde se extraía pedra para cal e pedra de lioz, contribuíram muito para o desenvolvimento económico do local; também os pomares e vinhas junto à ribeira, e fornos de cal em Cata-que-farás dinamizaram a zona.

### Século XVI
Em 1520 foi construído um hospital na horta de D. Jerónimo de Eça (Horta Navia) para combater a peste que assolava a cidade. A peste não impediu que se fossem instalando quintas nobres ao longo do Rio Tejo; Alcântara situava-se então junto aos limites da já formada Freguesia da Ajuda. A Ermida de Santo Amaro foi iniciada em 1549 e ficou a servir de sacristia, tendo levado muitos peregrinos ao local.
A 25 de Agosto de 1580, deu-se a Batalha de Alcântara entre as tropas de António, Prior do Crato e as de Filipe II de Espanha (depois tornou-se Filipe I de Portugal), tendo este último ganho o confronto, tirando a independência de Portugal. Durante o domínio filipino, Alcântara desenvolveu-se bastante a nível urbano devido ao estabelecimento de vários conventos e de um palácio real. A Igreja e Convento das Flamengas, instalado por D. Filipe II, foi construída em 1582 para acolher monjas vindas da Flandres, perseguidas pelos calvinistas; à sua frente, junto ao rio, foi erguido o Mosteiro do Monte Calvário, fundado por D. Violante de Noronha em 1617.

### Séculos XVII e XVIII
Em 1645, foi criada a Real Tapada de Alcântara, mais tarde chamada Tapada da Ajuda, e servia de espaço de lazer e caça da família real, pois existiam lá gazelas e javalis. Os reis eram grandes apreciadores do local, em especial o rei D. Pedro II, tendo até o seu coração sido enterrado no Convento das Flamengas. Entre 1690 e 1728 foi construída por Carlos de Sousa e Azevedo a Fábrica da Pólvora.
No século XVIII, Alcântara contava já com 600 habitantes. Existiam dois núcleos habitacionais, um perto ao longo de uma rua junto ao Palácio Real de Alcântara (actualmente rua 1º de Maio), e outro perto da ponte (actualmente ruas Vieira da Silva e das Fontainhas). Foram construídos os palácios da Ribeira Grande, Sabugosa, da Ponte entre outros. No ano de 1743 a ponte de Alcântara foi restaurada e foi acrescentada uma estátua de São João Nepomuceno (protector dos navegantes). Esta estátua está depositada desde do século XIX no Museu Arqueológico do Carmo em Lisboa. Ainda hoje existe estátua semelhante na ponte Ponte Carlos em Praga.
O Terramoto de 1755 destruiu o Palácio Real de Alcântara, mas fez poucas vítimas e destruição; por esse motivo, depois do terramoto, foram atraídos muitos moradores. O rei D. José, que se instalou numa construção de madeira, chamada, Real Barraca, na Ajuda, mandou que a tapada fosse renovada para usufruto da família real. A indústria foi muito desenvolvida em Alcântara devido ao Marquês de Pombal, que aí instalou várias fábricas, nomeadamente a Tinturaria da Real Fábrica das Sedas.

### Freguesia de Alcântara
O crescimento de Alcântara fez com que, na remodelação das freguesias de 8 de abril de 1770, fosse transferida para lá, a que até então era a freguesia de S. Pedro em Alfama. Em 1780, foi acrescentado parte do território a leste da ribeira que pertencia à freguesia de Senhor Jesus da Boa Morte; em 1959, esse mesmo território foi integrado na freguesia dos Prazeres. Moravam nessa época 4769 pessoas na freguesia. As fábricas continuavam a fixar-se, contribuindo para o crescimento da população; em 1801 a freguesia já tinha subido para os 9830 habitantes. A partir de 1840 a população deixou de crescer; pouco antes, em 1833, uma epidemia de cólera tinha reduzido a população a 6627 pessoas.

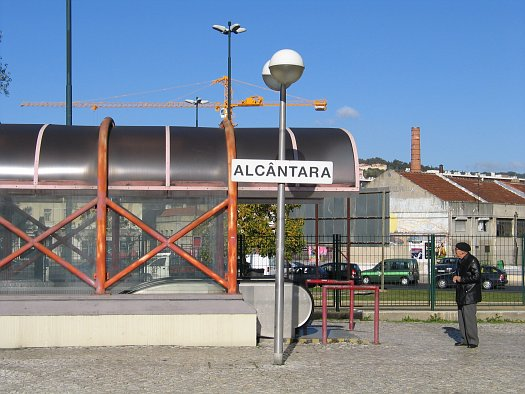
Alcântara (Lisboa).

Na primeira metade do século XIX houve alguns acontecimentos relevantes na freguesia, dos quais se destacam a estada do General Junot, em 1807, durante as Invasões Francesas; a construção de um celeiro público em 1811, do Chafariz da Junqueira (1821), do Chafariz da Praça da Armada (1846) e o estabelecimento de uma carreira de autocarro para Belém. O sector da indústria continuava a crescer em Alcântara, sendo que as estamparias e tinturarias predominavam nas muitas fábricas que aí trabalhavam.
A construção da Estrada da Circunvalação de Lisboa, em 1852, que marcava os limites da cidade, dividiu a freguesia em duas partes: intramuros e extramuros. Com a criação do Concelho de Belém, a freguesia passou a fazer parte dos dois concelhos, Alcântara intramuros pertencia a Lisboa, e Alcântara extramuros fazia parte de Belém. Porém, quando o concelho de Lisboa se alargou até Algés, a freguesia voltou a ficar unida. Mesmo com a epidemia de febre amarela que se fez sentir no ano de 1857, a população cresceu; tinha 22745 habitantes na viragem para o século XX. Para esse aumento contribuiu sobretudo o crescimento no sector dos transportes públicos. Em 1864, operava na freguesia a Companhia de Carruagens Lisbonenses; os Americanos chegaram em 1870; em 1901, construção da linha de eléctricos entre o Terreiro do Paço e Algés. Os caminhos de ferro também começaram a servir a freguesia (1887), tendo sido criado primeiro o troço entre Sintra e Alcântara-Terra. A última foi prolongada, em 1891, até Alcântara-Mar ligando-se assim até Cascais. Este novo troço implicou a conquista de terreno ao rio Tejo, facto que adicionou também mais terreno para que novas fábricas pudessem abrir no local. A população começou a aglomerar-se em bairros nomeadamente o Bairro de Santo Amaro e o Bairro do Calvário.

### Século XX
Alcântara era, no início do século XX, um dos principais bairros republicanos que conspirava contra a monarquia e onde se planeavam formas de instaurar uma república. Após a Proclamação da República Portuguesa, em 1910, as greves sucederam-se umas às outras devido a grandes conflitos sociais. Alcântara, já durante a Ditadura salazarista, continuava a albergar grupos revolucionários, reprimidos pelo Regime.

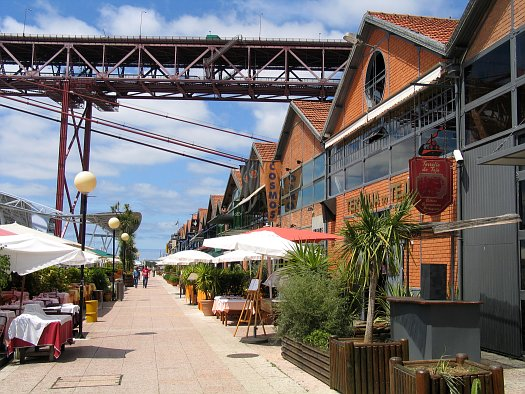
As Docas, em Alcântara, são local muito frequentado por turistas e lisboetas, especialmente de noite. Na imagem, a zona de bares das Docas.

Durante o século XX muita coisa mudou em Alcântara, que muito influenciou o futuro da freguesia, destacam-se a arborização do Parque Florestal de Monsanto (1937); a construção do Bairro do Alvito (1936–1937), da Estação Marítima de Alcântara (1943), da Avenida de Ceuta (1944–1951) e do Pavilhão da FIL (1957); a inauguração do Estádio da Tapadinha (1945), entre outros.
A construção da Ponte 25 de Abril e das respectivas vias de acesso, obrigaram a que alguns moradores se deslocassem; foram realojados no Bairro do Relógio. Nos últimos anos tem-se assistido a um decréscimo da população residente muito por causa do envelhecimento dos habitantes e também por causa dos deslocamento para a periferia da cidade.

### Século XXI
O estudo urbanístico Alcântara XXI vai desenvolver-se sobre 43 hectares pela mão de quatro arquitetos: Frederico Valsassina e Manuel Aires Mateus, Mário Sua Kay (que substitui Siza Vieira e as suas famosas torres) e Jean Nouvel. Valsassina e Aires Mateus têm em mãos os espaços das antigas Mirandela e Pinhol e as instalações da Carris, e propõem a criação de edifícios de oito pisos para habitação, escritórios e comércio e de um interface de transportes que liga a Carris, o Metro e os Comboios de Portugal.
Os dois arquitectos prevêem ainda algumas alterações viárias com a criação de novas ruas. Sua Kay prossegue a Nova Alcântara, que, nesta fase, prevê a construção de quatro edifícios de seis pisos cada, na Avenida da Índia, para escritórios, e a recuperação do edifício da refinaria da Sidul. Prevista está também a recuperação da antiga fábrica têxtil de Bernardo Daupiás, onde será instalado um centro de dia, um ATL (ateliê de tempos livres) e um centro de terceira idade.
Jean Nouvel, arquiteto francês, propõe a construção de três quarteirões com habitação, escritórios e oficinas artesanais, ruas estreitas que desembocam em quatro pequenas praças interiores. Haverá uma praça maior, um mercado de frescos, lagos com quedas de água, um oásis com palmeiras e um jardim vertical com um mega-guarda-sol. Os edifícios serão revestidos a azulejos geométricos de inspiração árabe.
A 28 de abril de 2008 foi apresentado oficialmente pelo governo vigente o plano "Nova Alcântara". Este plano visa o aumento de capacidade do Terminal de Contentores e a ligação ferroviária em túnel entre a linha de Cascais e a linha de cintura. Esta ligação permite a existência de comboios directos entre a linha de Cascais e estações como Entre Campos e facilita o transporte de mercadorias a partir do Porto de Lisboa. Devido à crise internacional o projecto foi colocado de parte, apesar de estar previsto pelo metro de Lisboa a continuação da linha Amarela até Alcântara.

## Centro noturno
Alcântara é atualmente um dos principais centros de divertimento noturno da capital portuguesa. As Docas de Alcântara e as muitas discotecas, que se espalham pelas antigas fábricas, são um dos chamarizes aos habitantes da cidade e de turistas.

## Património
A freguesia de Alcântara é rica em património arquitectónico. As igrejas e palácios foram-se erguendo ao longo do tempo. Dos muitos edifício destacam-se:
- Quinta do Monte do Carmo ou Jardim do Monte do Carmo
- Palacete da Ribeira Grande ou a antiga Escola Secundária Rainha D. Amélia
- Edifício da Administração do Porto de Lisboa ou Palacete Ponte ou Palacete dos Condes da Ponte
- Capela de Santo Amaro (Alcântara)
- Palácio Vale Flor, Hotel Pestana Palace
- Palácio Sabugosa e Jardins
- Palácio dos Condes da Ponte, que alberga parte do Museu da Carris
- Palácio Fiúza
- Edifício da Companhia de Fiação e Tecidos Lisbonense
- Tapada da Ajuda (conjunto intra-muros)
- Palácio Burnay ou Palácio dos Patriarcas
- Edifício da Escola Industrial do Marquês de Pombal ou Escola Secundária de Fonseca Benevides
- Quinta das Águias ou Quinta de Diogo de Mendonça ou Quinta do Visconde da Junqueira ou Quinta do Professor Lopo de Carvalho ou Quinta dos Côrte-Real
- Igreja e Convento das Flamengas
- Igreja e Convento do Calvário
- Igreja de São Pedro em Alcântara
- Palacete dos Duques de Saldanha
- Palacete dos Condes da Ribeira

## Organizações e Coletividades
- Orquestra Metropolitana de Lisboa
- Associação Naval de Lisboa
- Clube Ferroviário de Portugal (Remo)
- Atlético Clube de Portugal
- Sociedade Filarmónica Alunos Esperança
- Sociedade Promotora de Educação Popular
- Academia de Santo Amaro
- Grupo Sport Chinquilho Junqueirense e Giestal
- Real Irmandade de Nossa Senhora da Quietação
- MIAU Associação Cultural

## Arruamentos

Ajustes, ocorridos em 2012, aos limites da freguesia de Alcântara.

A freguesia de Alcântara foi uma das mantidas aquando da reorganização administrativa da cidade de Lisboa, sofrendo apenas pequenos ajustes nos limites com as freguesias vizinhas.
A freguesia contém 111 arruamentos. São eles:
- Avenida da Índia[nota 1]
- Avenida de Brasília[nota 2]
- Avenida de Ceuta[nota 3]
- Avenida Engenheiro Duarte Pacheco[nota 4]
- Avenida Vinte e Quatro de Julho[nota 5]
- Beco das Fontainhas
- Beco do Sabugueiro
- Calçada da Boa-Hora[nota 6]
- Calçada da Tapada
- Calçada de Santo Amaro
- Escadinhas de Santo Amaro
- Escadinhas do Quebra Costas
- Largo da Ponte Nova
- Largo das Fontainhas
- Largo do Calvário
- Largo do Jacinto
- Largo do Rio Seco[nota 7]
- Passeio Carlos do Carmo[nota 8]
- Pátio do Rabaça
- Praça das Indústrias
- Praça dos Congressos
- Praça General Domingos de Oliveira[nota 9]
- Praceta Cuf
- Praceta do Chinquilho
- Praceta Teófilo Ferreira
- Rua Agostinho de Campos
- Rua Alexandre O'Neill
- Rua Aliança Operária[nota 7]
- Rua Amadeu de Sousa Cardoso
- Rua Artur Lamas
- Rua Cascais[nota 9]
- Rua Cinco (Bairro da Quinta do Jacinto)
- Rua da Academia Recreativa de Santo Amaro
- Rua da Cascalheira
- Rua da Cozinha Económica
- Rua da Cruz a Alcântara
- Rua da Fábrica da Pólvora
- Rua da Indústria
- Rua da Junqueira[nota 8]
- Rua da Quinta do Almargem[nota 6]
- Rua da Quinta do Cabrinha
- Rua da Quinta do Jacinto
- Rua das Fontainhas
- Rua de Alcântara
- Rua de Diogo Cão[nota 7]
- Rua Dez (Bairro da Quinta do Jacinto)
- Rua do Alvito
- Rua do Cinco de Abril
- Rua do Cruzeiro[nota 7]
- Rua do Giestal
- Rua do Sítio ao Casalinho da Ajuda[nota 7]
- Rua Dois (Bairro da Quinta do Jacinto)
- Rua Dom João de Castro[nota 7]
- Rua dos Lusíadas
- Rua Eng.º António Maria Avelar
- Rua Feliciano de Sousa
- Rua Filinto Elísio
- Rua Filipe Vaz
- Rua Fradesso da Silveira
- Rua Frei Bartolomeu dos Mártires[nota 7]
- Rua Gil Vicente
- Rua Jau
- Rua João de Barros
- Rua João de Lemos
- Rua João de Oliveira Miguens[nota 9]
- Rua Joaquim Carlos Silveira
- Rua José Dias Coelho
- Rua José Ferreira Pinto Basto
- Rua José Maria Rodrigues
- Rua Leão de Oliveira
- Rua Luís de Camões
- Rua Manuel Maria Viana
- Rua Maria Isabel Saint Léger
- Rua Maria Luísa Holstein
- Rua Mécia Mouzinho de Albuquerque[nota 8]
- Rua Oito (Bairro da Quinta do Jacinto)
- Rua Padre Adriano Botelho
- Rua Padre Manuel Alves Correia
- Rua Pedro Calmon
- Rua Pinto Ferreira[nota 8]
- Rua Primeiro de Maio
- Rua Prof. Juvenal Esteves
- Rua Prof. Machado Macedo
- Rua Prof. Vieira Natividade
- Rua Quatro (Bairro da Quinta do Jacinto)
- Rua Rodrigues Faria
- Rua Sá de Miranda
- Rua Seis (Bairro da Quinta do Jacinto)
- Rua Sete (Bairro da Quinta do Jacinto)
- Rua Soares de Passos
- Rua Três (Bairro da Quinta do Jacinto)
- Rua Um (Bairro da Quinta do Jacinto)
- Rua Vasco Graça Moura
- Travessa Artur Lamas[nota 8]
- Travessa da Galé
- Travessa da Guarda
- Travessa da Praia
- Travessa da Tapada
- Travessa de Alcântara
- Travessa de São Jerónimo
- Travessa do Calvário
- Travessa do Conde da Ponte
- Travessa do Conde da Ribeira
- Travessa do Fiúza
- Travessa do Gibraltar
- Travessa do Giestal
- Travessa do Pinto
- Travessa do Sebeiro
- Travessa dos Moinhos
- Travessa dos Surradores
- Travessa Teixeira Júnior